# Coenotephria deletata
Coenotephria deletata är en fjärilsart som beskrevs av Kolossar 1926. Coenotephria deletata ingår i släktet Coenotephria och familjen mätare. Inga underarter finns listade i Catalogue of Life.